# Sierra Parima (montagne)
Pour les articles homonymes, voir Sierra Parima.
La sierra Parima est une chaîne de montagnes située sur le plateau des Guyanes entre le Venezuela et le Brésil, à une altitude comprise entre 500 et 1 500 mètres.

## Géographie
Selon les autochtones, c’est au cerro Delgado Chalbaud, à une altitude d’environ 1 000 mètres, que naissent les sources de l’Orénoque.

## Histoire
Entre 1948 et 1950, l'explorateur français Alain Gheerbrant et son équipe entreprennent la première traversée de la Sierra Parima, jusqu'alors « enfer vert absolument impénétrable », seulement peuplé de tribus indiennes inconnues du monde blanc.

## Sources
- Alain  Gheerbrant, Orénoque-Amazone 1948-1950, Gallimard Folio-Essais, 1993 (1re édition Gallimard 1952)
- Alain  Gheerbrant, L'Amazone, un géant blessé, Gallimard, coll. « Découvertes Gallimard/Histoire » (no 40) (1988)